# Río Jachcha Uma
Río Jachcha Uma är ett vattendrag i Bolivia.   Det ligger i departementet Oruro, i den centrala delen av landet, 230 km nordväst om huvudstaden Sucre.
Omgivningen kring Río Jachcha Uma är i huvudsak ett öppet busklandskap. Området är ganska glesbefolkat, med 40 invånare per kvadratkilometer.